# Det Norske Selskab
Det Norske Selskab eller Norske Selskab var en litterær selskabsklub for norske studenter i København, stiftet i 1772 af Ove Gjerløw Meyer og officielt åbnet i 1774. Stiftelsen fandt sted hos vinhandler Juel i Læderstræde, men i 1774 åbnede selskabet med egne lokaler i Sværtegade. Blandt medlemmerne var forfattere, digtere og filosoffer i kredsen omkring digteren Johan Herman Wessel.

## Miljøet
Det var en herreklub med livlige møder med taler, sang og diskussioner, digtrecitationer, improvisationer og relativt regelmæssige indtag af punch. Klubben var på det mest aktive oppe på over 100 medlemmer, der regnede sig som kulturkonservative, klassicister og Holberg-dyrkere. De holdt den romerske digter Horats højt som et symbol på de uforgængelige klassiske værdier i modsætning til romantikkens flygtige følelser, og foretrak fransk og engelsk litterær tradition, særlig fransk klassicisme, mens de tog afstand fra den tyske indflydelse på dansk-norsk åndsliv (Klopstock og hans elev Johannes Ewald). I selskabet opfandt de et nyt verb, at tyske, som et synonym for følelsesladet overdrivelse.
Medlemmerne af Norske Selskab kom til at stå centralt i den voksende norsk-patriotiske bevægelsen mod slutningen af 1700-tallet, og flere af digterne forfattede patriotiske digte og skuespil. Digterne stod i en klassicistisk tradition, og deres hyldest til norske bønder kan knyttes til den franske hyrdedigtning tidligere i århundredet. De fleste af medlemmerne var teologistudenter. Som i Wessels tilfælde fulgte deres opførsel med fest og drikkeri dem ofte resten af livet, hvis de - som han - i det hele taget bestod eksamen.
Ved optagelsen i selskabet skulle medlemmerne på tro og ære afsværge enhver befatning med "Jyden, alt hans Væsen og alle hans Gierninger". Imidlertid var madam Juel født og opvokset i Jylland. Som den eneste blev hun ikke lagt sin jyske baggrund til last, hvad Jonas Rein så sig nødt til at kommentere i et fødselsdagsvers til hendes ære:
En skål for en jyde vi nordmænd frembær'
skønt mange vil finde, det underligt er.
Men nordmænd det gode bør hædre, og kan
endog, når det findes i jydernes land.
Klubben blev opløst i 1813, efter at kampen for et eget norsk universitet var vundet. I 1818 blev der etableret en klub i Christiania, som overtog navnet. I 1885 fik den opført et monument over Wessel på Wessels plass i Oslo.

## Centrale medlemmer i Det Norske Selskab
- Johan Nordahl Brun
- N.K. Bredal
- Ove Gjerløw Meyer
- Joachim Christian Vibe
- Johan Vibe
- Søren Monrad
- Niels Treschow
- Jacob Edvard Colbiørnsen
- Claus Fasting
- P.H. Frimann
- Thomas Hammond Meldahl
- Christen Pram
- Jonas Rein
- Edvard Storm
- Jens Zetlitz
- Johan Herman Wessel

## Den nutidige klub, Det Norske Selskab af 1818
22 mænd samledes 25. januar 1818 for at genoplive Det Norske Selskab. I dag holder selskabet til i og ejer Akersgata 18 i Oslo. Klubben ledes af Carl Christian Gilhuus-Moe. Til enhver tid er der bare 1.000 mænd som medlemmer. Ventelisten er på nogle hundrede navne, og de fleste står der i mange år. En ansøger må anbefales af to medlemmer og være en "god nordmand".  Der er ingen kvinder i klubben. Da politikeren Thorhild Widvey blev nægtet adgang til Det Norske Selskabs lokaler i november 2012, fordi hun er kvinde, besluttede de profilerede pressefolk Marie Simonsen og Knut Olav Åmås sig for at trække sig fra en debat i regi af Norske Selskab.